# HMS Fortitude (1780)
HMS Fortitude (1780) — 74-пушечный линейный корабль 3 ранга Королевского флота. Первый корабль Его величества, названный  Fortitude.
Строился по измененным чертежам Томаса Слейда, с уменьшением ширины на 3 дюйма против HMS Albion. Заказан 2 февраля 1778 года. Спущен на воду 23 марта 1780 года на частной верфи Randall в Ротерхайт.

## Служба

### Американская революционная война
1780 — вступил в строй в марте, капитан Ричард Бикертон (англ. Richard Bickerton); с флотом адмирала Гири, затем адмирала Дарби.
1781 — 13 марта с эскадрой Дарби вышел для помощи осажденному Гибралтару, прибыл 12 апреля; позже капитан Джордж Робертсон (англ. George Robertson), флагман вице-адмирала Хайд-Паркера. С ним 3 августа был при Доггер-Банке. Большинство эскадры Паркера составляли старые корабли, только Fortitude был новый, за что и выбран адмиралом в качестве флагмана.
Паркер сопровождал конвой из 700 торговых судов из Лейта на Балтику. При возвращении с обратным конвоем он, имея 7 линейных кораблей и 6 фрегатов, при Доггер-Банке наткнулся на голландского вице-адмирала Зутмана, имевшего столько же кораблей, также в сопровождении конвоя.
Вице-адмирал Паркер поручил конвой капитану HMS Tartar Саттону (англ. Robert Manners Sutton) с приказом привести его домой как можно скорее. Затем английская эскадра построила линию и начала спускаться на голландцев, которые поместили свой конвой и фрегаты с подветра. Они сблизились на пистолетный выстрел не открывая огня, затем непрерывно обменивались залпами в течение 3 часов и 40 минут, после чего вице-адмирал Паркер спустил сигнал к бою, и британские корабли легли в дрейф для ремонта повреждений.
Fortitude потерял 20 человек убитыми; лейтенанты Джозеф Харрингтон (англ. Joseph Harrington) и Джон Вэгхорн (англ. John Waghorn) были ранены (Харрингтон смертельно), а кроме них боцман Мартин Кинкли (англ. Martin Kinckley), лоцман и 67 человек команды. Всего на эскадре было 109 убитых и 362 раненых, многие смертельно.
Fortitude получил 10 попаданий в корпус, семь пушек были выведены из строя, а мачты, такелаж и паруса сильно повреждены.
Голландские потери были тяжелее. Hollandia затонул в ту же ночь, а её флаг был спасен HMS Belle Poule и представлен адмиралу Паркеру. На других голландских кораблях 142 человека было убито и 403 ранено. Несмотря на это голландцы, придя домой, заявили победу.
1782 — январь-февраль, ремонт в Плимуте; апрель(?) капитан Джордж Кеппель (англ. George Keppel), с эскадрой Баррингтона; май, с эскадрой контр-адмирала Кемпенфельта; затем флагман вице-адмирала Марка Милбанка, в Даунс; осенью на Западных подходах, был при снятии осады Гибралтара, при мысе Спартель.
1783 — капитан Перегрин Берти (англ. Peregrine Bertie); апрель, выведен в резерв и рассчитан; май, подготовлен в отстой в Плимуте.
1784 — март-июль, малый ремонт там же.
1787 — октябрь, введен в строй, капитан Энтони Моллой (англ. Antony James Pye Molloy); выведен в резерв в декабре.

### Французские революционные войны
1790 — октябрь, малый ремонт в Плимуте по май 1791 года.
1793 — январь, введен в строй, капитан Уильям Янг (англ. William Young); получил назначение присоединиться к флоту виконта Худа; 11 мая ушел в Средиземное море.
1794 — 8 января участвовал в нападении на башню Мартелло, в районе Сан-Фьоренцо, Корсика.
1795 — капитан Томас Тейлор (англ. Thomas Taylor); с эскадрой Хотэма 13 марта был при Генуе, присутствовал при взятии Ça Ira и Censeur, в бою не участвовал; 13 июля при Йерских островах; 7 октября был в бою против эскадры де Ришери, французы отбили Censeur.
Октябрь, Fortitude превращен в плавучую тюрьму в Портсмуте, и.о. капитана Томас Бойс (англ. Thomas Boys); выведен в резерв в ноябре.
1798 — июнь, введен в строй в той же роли, лейтенант Джон Гурли (англ. John Gourly).

### Наполеоновские войны
1802 — плавучий пороховой склад в Портсмуте.
Разобран в Портсмуте в марте 1820 года.